# Grape Creek (Texas)
Grape Creek es un lugar designado por el censo ubicado en el condado de Tom Green en el estado estadounidense de Texas. En el Censo de 2010 tenía una población de 3154 habitantes y una densidad poblacional de 77,78 personas por km².

## Geografía
Grape Creek se encuentra ubicado en las coordenadas 31°34′54″N 100°32′51″O / 31.58167, -100.54750. Según la Oficina del Censo de los Estados Unidos, Grape Creek tiene una superficie total de 40.55 km², de la cual 40.55 km² corresponden a tierra firme y (0 %) 0 km² es agua.

## Demografía
Según el censo de 2010, había 3154 personas residiendo en Grape Creek. La densidad de población era de 77,78 hab./km². De los 3154 habitantes, Grape Creek estaba compuesto por el 85.99 % blancos, el 0.41 % eran afroamericanos, el 0.51 % eran amerindios, el 0.48 % eran asiáticos, el 0.03 % eran isleños del Pacífico, el 8.59 % eran de otras razas y el 3.99 % pertenecían a dos o más razas. Del total de la población el 22.38 % eran hispanos o latinos de cualquier raza.